# Fachingen
Fachingen är en by i Birlenbach i distriktet Rhein-Lahn-Kreis, förbundslandet Rheinland-Pfalz i Tyskland.
Här finns Fachingens källor, som upptäcktes 1740 med ett alkaliskt surt vatten, innehållande rikligt med natriumbikarbonat, magnesiumkarbonat och fri kolsyra. Fachingens vatten har använts för att bota luftvägskatarrer, gikt med flera sjukdomar. Staatl. Fachingen säljer fortfarande vatten från källan.